# Cymbacephalus
Cymbacephalus is een geslacht van straalvinnige vissen uit de familie van platkopvissen (Platycephalidae).

## Soorten
- Cymbacephalus beauforti Knapp, 1973
- Cymbacephalus bosschei Bleeker, 1860
- Cymbacephalus nematophthalmus Günther, 1860
- Cymbacephalus staigeri Castelnau, 1875